# Maxus D60
Maxus D60 — среднеразмерный кроссовер, выпускающийся подразделением Maxus компании SAIC Motor с 2019 года.

## Описание

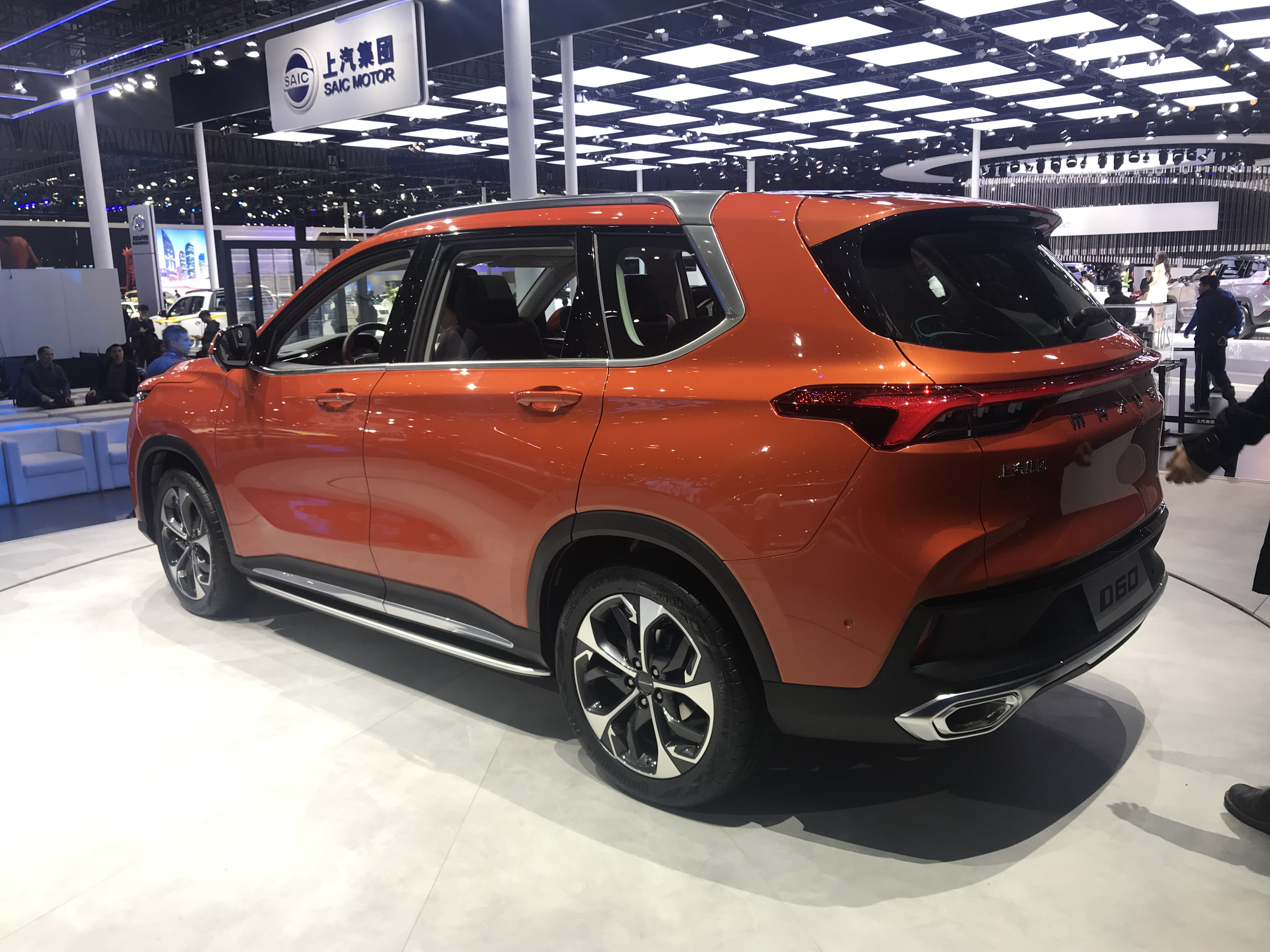
Вид сзади

В 2018 году на Пекинском автосалоне был представлен концепт-кар Maxus Tarantula. Дебют состоялся 28 февраля 2019 года на Шанхайском автосалоне. Вместимость составляет 5—7 мест, конфигурации сидений — 2+3, 2+2+2 и 2+3+2.

### Особенности
Maxus D60 оснащён системой полуавтономного вождения Level 2.5, включая круиз-контроль и системы автоматической парковки. Автомобиль оснащён 1,5-литровым турбированным бензиновым двигателем мощностью 126 кВт (169 л. с.) и крутящим моментом 250 Н⋅м. Дополнительно устанавливается 1,3-литровый турбированный бензиновый двигатель мощностью 122 кВт (163 л. с.) и крутящим моментом 230 Н⋅м. Двигатели сочетаются в паре с шестиступенчатой механической или же с семиступенчатой трансмиссией с двойным сцеплением.

## Maxus D60e (Maxus Euniq 6; 2019—2023)
Гибридная версия Maxus D60 получила название Maxus D60e, а позже — Maxus Euniq 6. Дебют состоялся в 2019 году на Шанхайском автосалоне. Интерьер идентичен автомобилю с ДВС, в то время как в фары, решетки радиатора и воздухозаборники были добавлены тонкие синие акценты.

### Технические характеристики
Maxus Euniq 6 оснащён тройной литиевым аккумулятором CATL, а запас хода по циклу NEDC составляет до 372 миль (599 км).

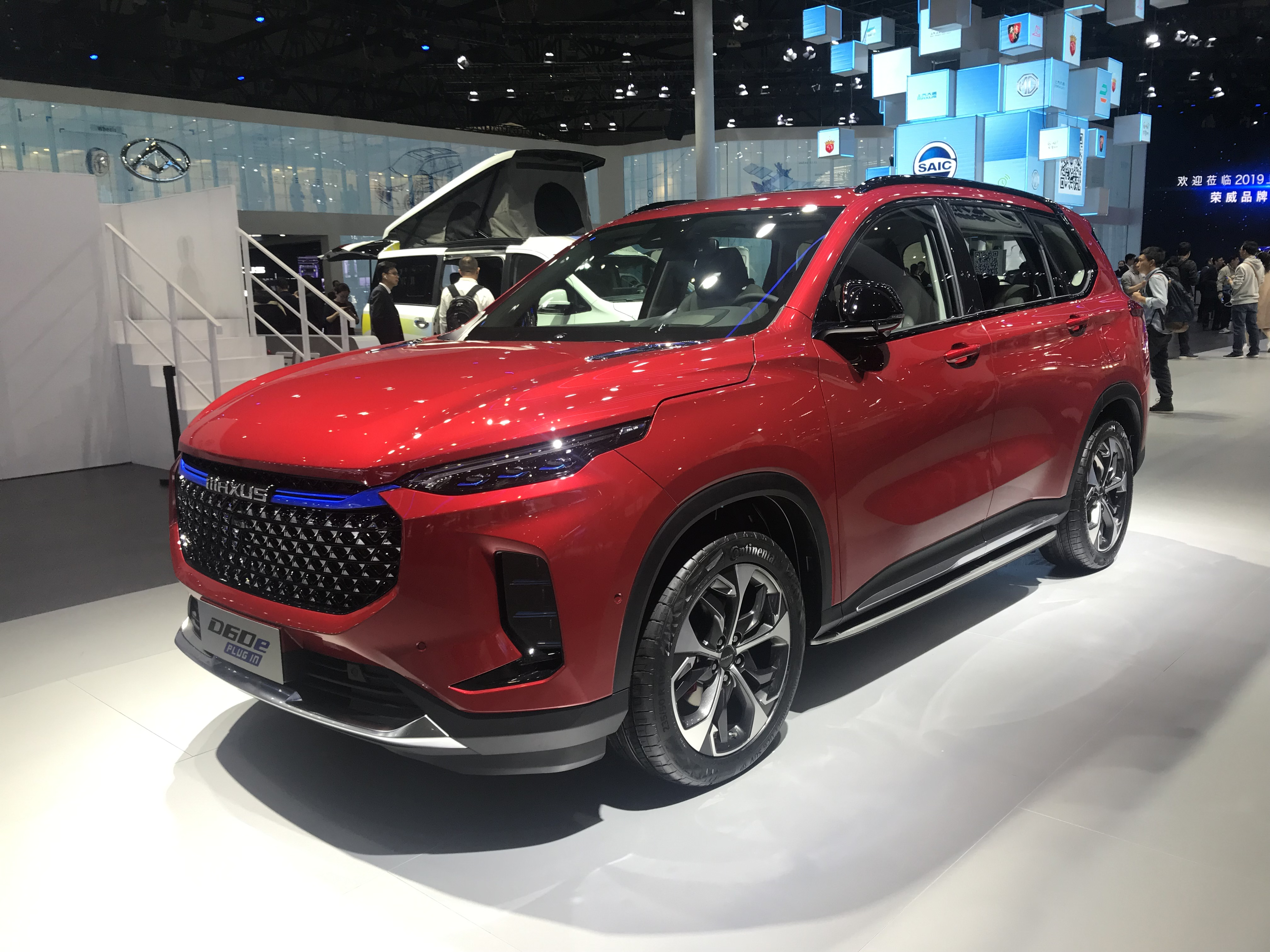
Вид спереди
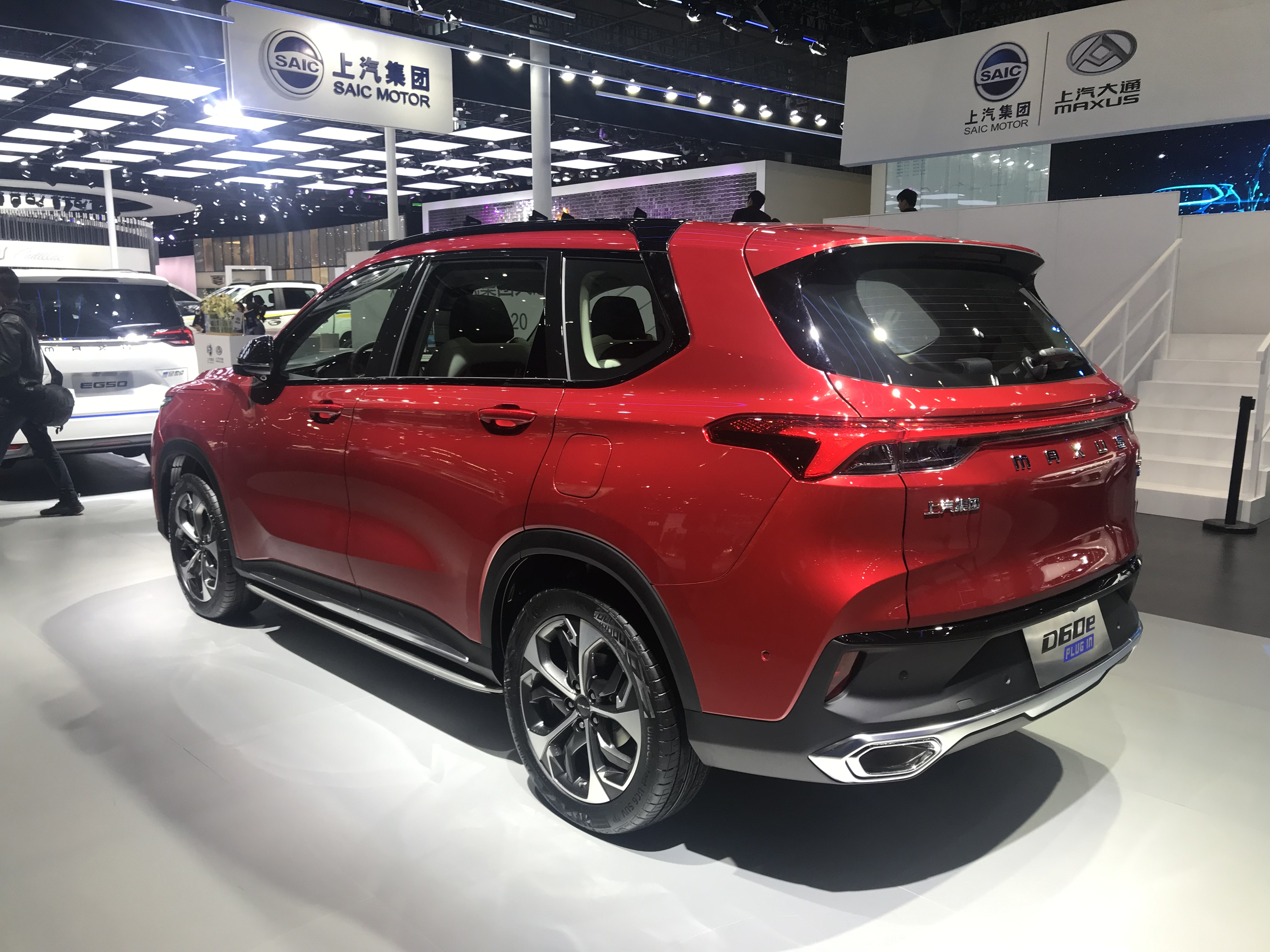
Вид сзади

## Maxus Mifa 6 (2023)
Maxus Mifa 6 был представлен в 2023 году. Является полностью электрической версией Maxus D60 и преемником Maxus Euniq 6.